# Albemarle (Schiff, 1903)
Die Albermarle, auch HMS Albermarle, war ein Schlachtschiff (Einheitslinienschiff) der Duncan-Klasse der britischen Marine, das von 1903 bis 1919 in Dienst stand.

## Geschichte
Die Albemarle, benannt nach George Monck, 1. Duke of Albemarle, wurde am 1. Januar 1900 in Chatham auf Kiel gelegt, am 5. März vom Stapel gelassen und am 12. November 1903 für den Einsatz als Flaggschiff der 2. Division der Mittelmeerflotte in Dienst gestellt. Im Februar 1905 wurde sie zur Kanalflotte und am 31. Januar 1907 zur Atlantic Fleet abkommandiert. Am 11. Februar 1907 kollidierte sie bei Lagos mit der Commonwealth, erlitt aber nur geringe Schäden an ihrem Bug. Von Mai bis August 1909 wurde sie in Malta überholt. Am 25. Februar 1910 kehrte sie in die Heimat zurück und wurde in Portsmouth der 3. Division der Home Fleet zugeteilt. Am 30. Oktober 1911 wurde sie für eine weitere Überholung ausgemustert und mit dem Abschluss der Arbeiten am 17. Dezember 1912 dem 4. Schlachtgeschwader der Home Fleet zugeteilt.

### Erster Weltkrieg
Zum Beginn des Ersten Weltkriegs im August 1914 sollte die Albemarle zusammen mit den Schlachtschiffen Agamemnon, Duncan, Cornwallis, Exmouth, Russell und Vengeance im 6. Schlachtgeschwader der Kanalflotte eingesetzt werden, wo sie im Ärmelkanal patrouillieren und die Bewegung der britischen Expeditionsstreitkräfte nach Frankreich begleiten sollte. Es gab jedoch auch Pläne, das 6. Kampfgeschwader der Grand Fleet zuzuweisen, und als der Krieg begann, beantragte der Oberbefehlshaber der Grand Fleet, Admiral John Jellicoe, dass die Albemarle und ihre vier verbliebenen Schwesterschiffe dem 3. Schlachtgeschwader der Grand Fleet für Patrouillendienste zugewiesen würden, um den dortigen Mangel an Kreuzern auszugleichen. Dementsprechend wurde das 6. Schlachtgeschwader vorübergehend aufgelöst und die Albemarle am 8. August 1914 in Scapa Flow dem 3. Schlachtgeschwader zugewiesen.
Die Albemarle und ihre vier Schwesterschiffe sowie die Schlachtschiffe der King-Edward-VII-Klasse wurden am 2. November 1914 vorübergehend zur Kanalflotte verlegt, um diese angesichts der Aktivitäten der Kaiserlichen Deutschen Marine im Ärmelkanal zu verstärken. Am folgenden Tag griff die deutsche Flotte Yarmouth an. Die Albemarle und der Rest des 3. Geschwaders waren zu diesem Zeitpunkt auf der Nordpatrouille unterwegs und standen daher während des deutschen Angriffs nicht zur Verfügung. Am 13. November 1914 kehrten die Schiffe der King-Edward-VII-Klasse zur Grand Fleet zurück und die Albemarle und ihre Schwesterschiffe wurden erneut zum 6. Schlachtgeschwader zusammengefasst.

#### Überfall auf Seebrügge und Ostende
Am 14. November erhielt das 6. Schlachtgeschwader den Befehl, deutsche U-Boot-Basen in Belgien anzugreifen. Am 21. November verließ die Albemarle Portland in Begleitung von acht Zerstörern, einer Gruppe von Trawlern und zwei Luftschiffen in Richtung der belgischen Küste. Dort begann man am 23. November mit dem Beschuss von Zeebrugge. Obwohl über 400 Geschosse abgefeuerte und laut Berichten niederländischer Beobachter zufolge erhebliche Schäden verursacht wurden, brachte der Angriff relativ wenig, wodurch die Royal Navy von solchen Angriffen absah. Das 6. Schlachtgeschwader kehrte im Dezember 1914 nach Dover zurück und wurde am 30. Dezember 1914 nach Sheerness verlegt, um dort das 5. Schlachtgeschwader bei der Abwehr einer deutschen Invasion des Vereinigten Königreichs abzulösen.

### Anschließende Aktivitäten
Im April 1915 verließ die Albemarle das Geschwader und kehrte zum 3. Schlachtgeschwader zurück. Am 6. November wurde die Albermarle zusammen mit der Hibernia, der Zealandia und der Russell ins Mittelmeer beordert, wo sie das britische Dardanellengeschwader unterstützen sollte. Als sie Rosyth in der Nacht vom 6. auf den 7. November verließen, gerieten sie im Pentland Firth in schweres Unwetter. Dabei erlitt sie schwere Schäden an den Aufbauten. Nach dem Abschluss der Reparaturen im Dezember 1915 erhielt die Albemarle den Befehl, sich wieder der Grand Fleet anzuschließen. Im Januar 1916 wurde sie nach Murmansk abkommandiert, wo sie als Wachschiff und Eisbrecher in der Tuloma eingesetzt wurde. Im September 1916 kehrte sie in die Heimat zurück und wurde anschließend für eine Überholung ausgemustert. Nach dem Ende der Arbeiten im März wurde sie der Reserve in Devonport zugeteilt wo sie sie als Kasernenschiff eingesetzt wurde. Im April 1919 wurde sie endgültig ausgemustert und von der Marineliste gestrichen. Am 19. November 1919 wurde sie schließlich an Cohen Shipbreaking Co. zum Abwracken verkauft.